# Campañas del Mar Negro (1941-1944)
Las campañas del Mar Negro se dieron entre 1941 y 1944 en el marco del Frente Oriental de la Segunda Guerra Mundial, el Mar Negro fue el escenario de duros enfrentamientos entre la flota soviética y una flotilla alemana, denominada 3 R, que alcanzó su teatro de operaciones atravesando el continente europeo.

## La flotilla3 R
Los alemanes necesitaban atacar las posiciones soviéticas en el Mar Negro. Ante la dificultad de enviar una flota por el Atlántico y el Mediterráneo, se ordenó que la flota 3 R llegase a su teatro de operaciones por vías fluviales y carretera. Montados sobre plataformas gigantes, de 64 ruedas, esos buques, de cerca de 120 toneladas, partieron de Magdeburgo, sobre el Elba, y avanzaron lentamente hacia el sur, a lo largo de una autopista. Al llegar a orillas del Danubio volvieron al agua. Este sorprendente camino fue recorrido también por buques de vigilancia rápidos, gabarras de transporte y hasta pequeños submarinos.
La flota soviética del Mar Negro comprendía varios cruceros, lanchas cañoneras, destructores y numerosos buques de un valor por lo menos igual a las de las unidades alemanas, así como algunas flotillas de submarinos.
Si bien la marina rumana permanecía inactiva, no menos cierto es que los soviéticos les seguían en esa inactividad. Es la época de la penetración alemana en Rusia meridional y las escuadrillas de Stuka hunden los navíos soviéticos en los puertos del Cáucaso. Únicamente los submarinos soviéticos muestran cierta actividad. Las pequeñas naves alemanas se dedican a cumplir sus misiones, que no se limitan en absoluto al dragado de minas. La 3 R no sólo escolta transportes y convoyes, sino que apoya también a los combates terrestres: acompaña al ejército en su avance y bombardea las posiciones enemigas, como la «montaña de la muerte» en Novorosíisk. Cuando las municiones están casi agotadas y los buques soviéticos más potentes aparecen, no hay más recurso que escapar.
Pero hay momentos en que los dragaminas se ven obligados a enfrentarse con el adversario, aún en casos en que éste sea muy superior, como en 1943, cuando los soviéticos en tierra arrebatan definitivamente la iniciativa a los alemanes. Así como poco antes los dragaminas apoyaban el avance del ejército alemán, ahora tienen que apoyar su retirada.

## Combate naval del estrecho de Kertch
En noviembre de 1943, el mando soviético se siente bastante fuerte y comienza a transportar millares de soldados a Crimea, a través del estrecho de Kertch, con el fin de establecer una cabeza de puente. El primer asalto soviético triunfa. El éxito final no es posible más que utilizando cada noche cuanto pueda flotar para pasar refuerzos, municiones, armas, provisiones y especialmente… agua potable. La «flota alemana del Mar Negro» recibe la orden de intervenir. Está encargada de interceptar el paso del abastecimiento soviético a través del estrecho de Kertch, «cueste lo que cueste», a fin de permitir a los ya muy endebles destacamentos alemanes que quedan en Crimea reducir y eliminar la cabeza de puente lograda por los soviéticos.
La Kriegsmarine está conformada, en esta zona, por una flotilla de dragaminas, dos o tres buques rápidos de vigilancia y una flotilla de barcazas de asalto. A diferencia de ello, los soviéticos poseen un centenar de pequeños buques de diversos tipos, así como lanchas cañoneras y destructores que esta vez tienen orden de emplearse a fondo. Sin embargo, la libertad de acción de la flota soviética se encuentra limitada: en primer lugar, los alemanes han cerrado el estrecho con minas y el canal libre resulta muy angosto, y en segundo lugar, cuando un convoy intenta pasar, los alemanes se lanzan entre los transportes, de manera que los soviéticos no pueden usar su superior artillería por temor a dispararse entre ellos. Esta táctica era usada por los alemanes luego de observar algunas noches el paso de los convoyes en el estrecho de Kertch. Generalmente, estos enfrentamientos se desarrollan en una especie de lucha «cuerpo a cuerpo». Nave a nave y de hombre a hombre, en el curso de los cuales se llegan a tocar las embarcaciones.
Los combates navales en el estrecho de Kertch se inician la noche del 6 al 7 de noviembre de 1943 y son casi iguales a los de siglos pasados: las naves se acercan a distancias increíblemente cortas para agredirse, «los combates se desarrollan a tiro de pistola». La rapidez y las condiciones marineras de las naves acaban por dar el triunfo a los alemanes. Los alemanes que tenían naves más pequeñas y aprovecharon un defecto que tenían las naves soviéticas. Los cañones de gran calibre de las naves soviéticas estaban imposibilitados de disparar en ángulos por debajo de la horizontal: siendo así, los alemanes se acercaban tanto a dichos buques que quedaban fuera de la trayectoria de los proyectiles. Estando en esas condiciones, los alemanes arrojan sus minas a los soviéticos sin que éstos pudieran hacer nada. Las tripulaciones de la flota alemana 3 R constantemente echan mano a la imaginación para sacar partido de las limitaciones de la flota soviética y detener la línea de abastecimientos destinada a la cabeza de puente soviética.
Como anécdota de la guerra no tradicional que se desarrolla en el estrecho de Kertch, basta contar una táctica nada ortodoxa que emplean los alemanes: se acercan lo suficiente a las naves soviéticas como para disparar un cable con la pistola lanza cabos. Estos cabos tienen en un extremo un garfio que se va a trabar en alguna parte del buque soviético y en el otro extremo llevan una granada submarina que, por la tracción del cable, va a ser impulsada contra el casco del navío soviético, la cual al colisionar, hace explosión. Las pérdidas soviéticas son así considerables. Esta guerra no tradicional se desarrolla durante once días. El 17 de noviembre, las unidades del Ejército soviético establecidas en la cabeza de puente de Crimea son derrotadas por falta de abastecimientos y la cabeza de puente deja de existir. Al año siguiente, 1944, se derrumba el frente alemán en Rusia y también es el fin de las unidades navales alemanas que combaten en el Mar Negro. Los ejércitos soviéticos que se desplazan desde el norte invaden Crimea. Los alemanes tienen que retirarse; en dicha acción los dragaminas de la flota 3 R, en su última operación, logran salvar la mayor parte de la guarnición de Sebastopol, para conducirla a Rumania y Bulgaria. Cada embarcación lleva hasta 400 hombres y realizan la operación con el puente a ras de agua.

## Retirada de laKriegsmarinedel Mar Negro
El 28 de agosto de 1944, los marinos alemanes echan a pique sus embarcaciones ante el puerto de Varna y se dejan desarmar en tierra por los búlgaros. El general búlgaro firma entonces una orden increíble: «Orden. El teniente de navío alemán Klassmann queda autorizado a pasar libremente la frontera búlgara con 800 hombres». (cita requerida. Hasta el 8 de septiembre Bulgaria se mantiene en el campo del Eje).
Los alemanes logran convencer a un maquinista búlgaro para que los lleve desde el Mar Negro hasta la frontera con Yugoslavia, por un país ocupado por los soviéticos, usando una vía férrea. Los alemanes camuflan el tren montando «artillería»; dicha artillería son postes de telégrafos, cuando en realidad los 800 hombres están armados con dos revólveres. Finalmente se hacen con una radio y entran en contacto con unidades austriacas de la Wehrmacht. Los soldados alemanes no volvieron a ser vistos, seguramente fueron aniquilados o capturados por las fuerzas de Josip Broz Tito. Mientras tanto los marinos llegaron a Nich. En esta ciudad encuentran un telegrama del Gran almirante Karl Dönitz en donde le ordena al teniente Klassmann: «Regresen a Alemania tan rápidamente como sea posible, para armar una nueva flotilla 3 R».
La orden es ejecutada. Los nuevos buques zarpan tan pronto se hallan dispuestos, la mayor parte de ellos sin armas; su misión es el transporte de fugitivos a través del Mar Báltico, lo que hacen hasta la capitulación.

## Fin de la flotilla3 R
Luego de la capitulación, los soviéticos insisten ante los británicos que se les entregue la flotilla 3 R con sus tripulaciones completas. Los rumores de la negociación llegan a oídos de Klassmann y aunque los británicos le aseguran que no serán entregados, el jefe de la flotilla logra desembarcar a los tripulantes antiguos y reemplazarlos por nuevos. Finalmente la flotilla es entregada a los soviéticos, pero de las antiguas tripulaciones sólo queda el teniente de navío Klassmann: el resto se ha dispersado.
Klassmann se da cuenta de lo que pretenden los soviéticos: le quieren llevar a Rusia como instructor, con importantes ofertas: buen sueldo, excelente alojamiento, ayuda a los parientes que quedan en Alemania. Klassmann se niega. Los buques de la flotilla 3 R continúan su viaje al este, pero sin sus tripulaciones y, como muchas otras naves de la Kriegsmarine, fueron incorporadas a la flota soviética.